# Гробница Лота
Гробница Лота — гробница ветхозаветного праведника Лота, в мусульманской традиции пророка Лута, на Западном берегу реки Иордан, в городе Бани-Наим, недалеко от Хеврона. Могила находится в прямоугольной мечети с внутренним двором и минаретом. О гробнице Лота впервые упоминает святой Иероним в IV веке.
Лот относится к библейским личностям, его гробница была сооружена на том месте, где, как верят местные жители, Лот был похоронен. Эта вера основана не на фактических данных, а на местах, упомянутых в Коране и Библии, с целью сохранить гробницу в качестве святого места.

## Место смерти Лота
Согласно мусульманской традиции, Лот жил в Бани-Наиме до переезда в Содом. Гробница Лота в Бани-Наим впервые упоминается святым Иеронимом в IV веке, затем Иоанном Вирцбургским в 1100 году и Али Гератским в 1173 году. Во времена Иерусалимского королевства гробница оставалась мусульманским святилищем, в отличие от других мусульманских построек в Палестине, которые были преобразованы для использования христианами. Мусульманский богослов XV века ас-Суюти упоминает гробницу в Бани-Наим, как могилу Лота, историк и иерусалимский судья (кади) Муджир аль-Дин писал в XVI-м веке, что Лот был похоронен в Бани Наим. Могила его дочерей расположена на противоположном холме неподалёку от его гробницы. К юго-востоку от Бани Наим находится храм, посвящённый Лоту, известный как Макам ан-Наби Ятин («Святилище верного пророка»). Местная легенда утверждает, что Лот молился на месте и что отпечатки его ног на скале до сих пор видны. Согласно мусульманской и христианской традиции, Бани Наим — это место, где пророк Авраам увидел дым, поднимающийся над Содомом и Гоморрой.
Согласно другим преданиям, пророк Лут в течение одного года жил у пророка Ибрахима, после чего уехал в район Мекки (Хиджаз) и умер там в возрасте восьмидесяти лет.
Согласно апокрифической арамейской версии книги Бытие, найденной среди свитков Мёртвого моря, Лот сопровождал Авраама в Египет, приобрёл там богатство и положение, женился, а затем построил себе дом в Содоме. О месте смерти Лота Тора (Библия) не упоминает.

## Гробница Лота в Бани-Наим
Знаменитый английский путешественник XIV века Джон Мандевиль пишет:
В двух милях от Хеврона находится могила Лота, брата Авраама
Берберский путешественник Ибн Баттута отметил в 1326 году, что гробница была покрыта «прекрасным зданием» из белого камня и без колонн. Облицовка гробницы была восстановлена в 1410 году султаном мамлюков Фараджем ан-Насиром Насируддином, сыном султана Баркука. Реставрационные работы были поручены Шамс ад-Дину аль-Ансари, члену семьи Ансари, которая специализировалось на религиозных пожертвованиях (вакфах)
Историк Эдвард Робинсон в 1838 году посетил Бани-Наим, отметив мечеть.
Палестинский этнограф и врач Тауфик Ханаан в XX веке описал вышитую золотом надпись «Это могила пророка Лута, мир ему» на красной шелковой ткани, покрывающей гробницу.
В куфических надписях на главном входе в мечеть говорится, что мусульманский ученый Абдулла бин Мухаммад объявил «холмы, равнины, здания, тропы, сады, деревья и проход, который пересекает его [Бани-Наим]» являются даром «для пророка Лота, сына Харана, брата Ибрахима (Авраама), друга Милосердного (Аллаха), да благословит их Аллах…».
В настоящее время Гробница Лота в Бани-Наим находится в центре города и включает в себя комплекс из мечети и гробницы, выстроенный как укрепленный наблюдательный пункт на холме ~ 900 метров над уровнем моря, окруженный стеной из хорошо отесанных древних строительных камней. Мечеть представляет собой восьмигранное сооружение, покрытое куполом, имеет два крыла, причём восточное крыло было выстроено раньше. Под куполом мечети находится надгробная плита, покрытая коврами и украшениями, ограждённая украшенной железной решеткой. Идентификация могилы на этом месте, возможно, связана с тем, что район Содома хорошо виден из города. Здание построено на руинах византийской базилики. У восточной стены мечети расположено мусульманское кладбище, так как в мусульманской традиции хоронить усопших возле могилы святого.